# Демократична партія (Андорра)
Демократична партія (кат. Partit Demòcrata) — політична партія в князівстві Андорра.

## Досягнення
У 2001 році на парламентських виборах партія отримала 23,8% голосів і 5 з 28 місць в парламенті Андорри.